# Economia da Índia
A economia da Índia é a sétima maior do mundo em Produto Interno Bruto nominal e a terceira em paridade de poder de compra, bem como a terceira mais desenvolvida da Ásia em termos de PIB nominal, atrás apenas das economias do Japão e da República Popular da China.
Os principais produtos cultivados são: chá, algodão, trigo, juta, arroz, tabaco, milho e cana-de-açúcar. Existem grandes áreas com monoculturas voltadas para a exportação. São as plantações cultivadas desde a época em que os ingleses colonizaram a região. Entre os produtos cultivados, estão o chá, o tabaco e o algodão. Tem o segundo maior rebanho bovino do mundo, perdendo apenas para o Brasil. Índia, Brasil, República Popular da China e República da Coreia lideram o G-21 (grupo dos 21 países em desenvolvimento do mundo).
Com um produto interno bruto nominal estimado em 1,8 trilhão de dólares (2011), a Índia figura como a 10.ª maior economia do mundo por PIB nominal, enquanto sua paridade de poder de compra, calculada em 2011, em 4,4 trilhões de dólares, é a terceira maior do mundo, atrás apenas dos Estados Unidos e da China, e à frente do Japão e de qualquer país europeu.
Entretanto, devido à grande população (estimado em mais de 1,2 bilhão de habitantes em 2011), a renda per capita é consideravelmente baixa: em 2005, o Fundo Monetário Internacional classificou a Índia na 135.ª posição em termos de renda per capita (ou na 122.ª posição, pelo critério paridade do poder de compra), dentre 182 países e territórios do mundo. Cerca de 50% da população (ou cerca de 600 milhões de pessoas) depende diretamente da agricultura para se sustentar e sobreviver.
A indústria e os serviços, por sua vez, têm se desenvolvido rapidamente nos últimos anos (e conquistando cada vez mais espaço na economia indiana, em detrimento da agricultura) e respondem, respectivamente, por cerca de 26% e 55% do Produto Interno Bruto (PIB) do país (dados de 2011), enquanto que a agricultura contribui com cerca de 18%. Mais de 40% da população (cerca de 440 milhões de pessoas) vivem abaixo da linha de pobreza (2010), apesar da existência de uma classe média crescente calculada em 2011 em 300 milhões de pessoas.
O desenvolvimento econômico indiano está entre um dos maiores do mundo atualmente (com crescimento do PIB em 10% anuais) porém, por uma infraestrutura insuficiente, uma burocracia pesada, altas taxas de juros e uma dívida social elevada (pobreza rural, significativo analfabetismo residual, sistema de castas, corrupção, clientelismo etc.), a economia do país é constantemente "sufocada", o que impede a exploração de sua plena potencialidade econômica.
A Índia é caracterizada por uma desigualdade social muito elevada. O 1% mais rico da população ganha mais de 20% do rendimento nacional total em 2021, enquanto que os 50% mais pobres ganham apenas 13% do rendimento nacional total. A Índia está agora entre os países mais desiguais do mundo, segundo o 'Global Inequality Report 2022', que descreve a Índia como "um país pobre e altamente desigual com uma elite rica".

## História

### Período pré-colonial (da pré-história até 1773)

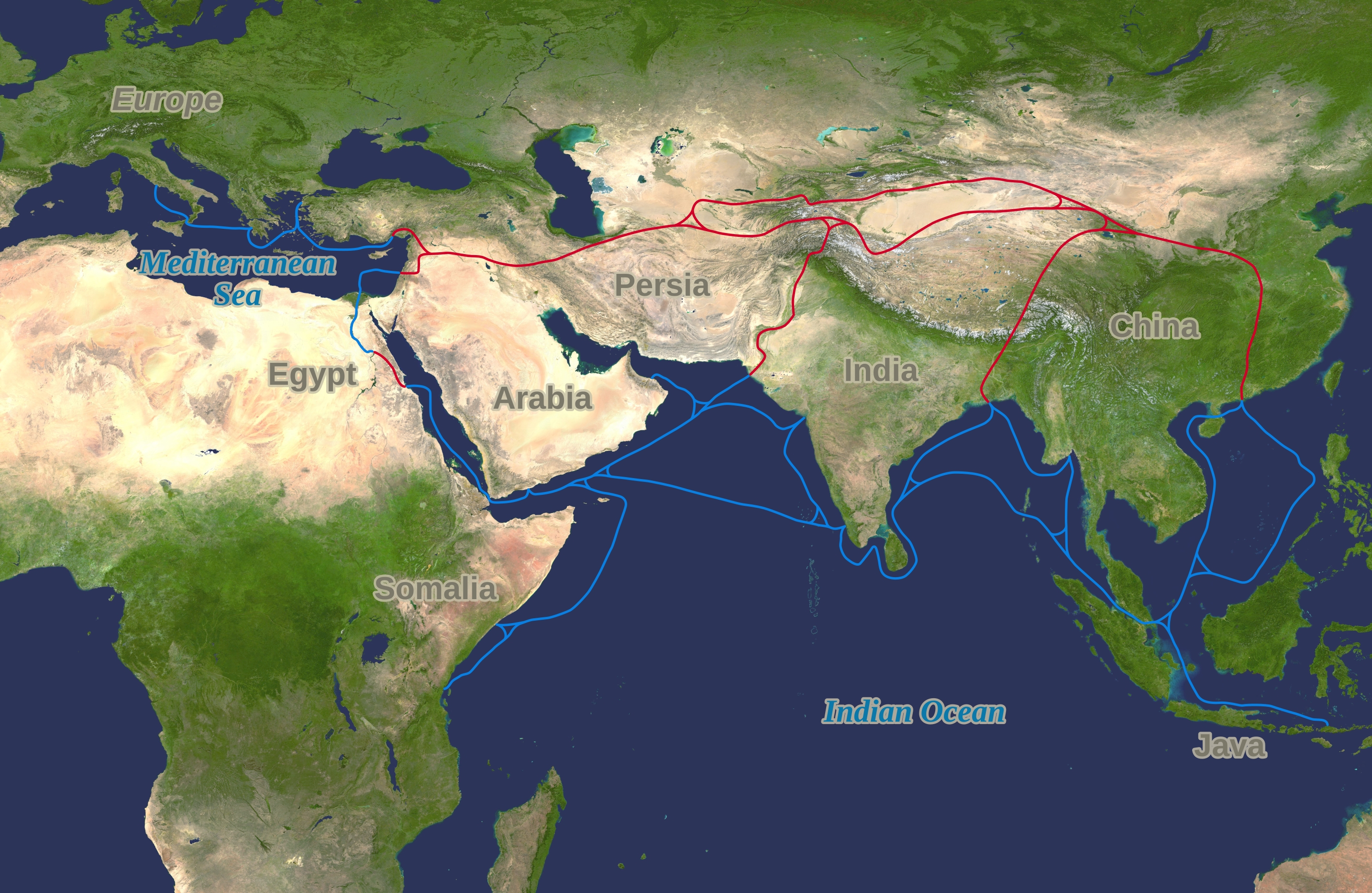
O comércio de pimenta entre o Sul da Ásia e a Europa caracterizou uma época em que a Índia foi um das países mais prósperos do mundo.

Os habitantes do Civilização do Vale do Indo surgiram por volta de 2800 a.C, praticando atividades como a agricultura , a domesticação de animais, a produção de lã e roupas, a produção de ferramentas de trabalho e de medidas, além do comércio com as cidades em sua fronteira. As evidências dessa ocupação são as planas e extensas ruas, um extenso sistema de drenagem e de distribuição de água que incluía o primeiro sistema de gestão sanitária e um governo local.
O comércio marítimo de larga escala partindo do sul indiano para o Sudeste Asiático e o Sudoeste Asiático foi praticado desde tempos imemoriais. O extremo sul do país foi um importante centro de exportação na altura desde o século I a.C., servindo de comunicação entre os impérios do Mar Mediterrâneo e os do Sudeste Asiático. Os comerciantes, então, formaram associações protegidas pelo poder estatal. No entanto, o patrocínio do estado para o comércio exterior chegou ao fim por volta do século XIII, quando foi suplantada, em grande medida, pelos comerciantes judaicos e muçulmanos, inicialmente no Malabar e, posteriormente, na costa de Coromandel. Mais ao norte, as costas de Saurashtra e de Bengala desempenharam um papel importante no comércio marítimo e a Planície Indo-Gangética e o vale do Rio Indo abrigaram vários centros de comércio fluvial. A maioria do comércio terrestre foi realizado através do Passo Khyber, que liga o Panjabe com o Afeganistão, o Oriente Médio e a Ásia Central. Embora muitos reinos e governantes tenham emitido moedas, o escambo (troca direta) foi predominante. As aldeias pagavam uma parcela de sua produção agrícola como imposto para os governantes, enquanto que os artesãos recebiam uma parte da produção agrícola em pagamento por seus serviços.

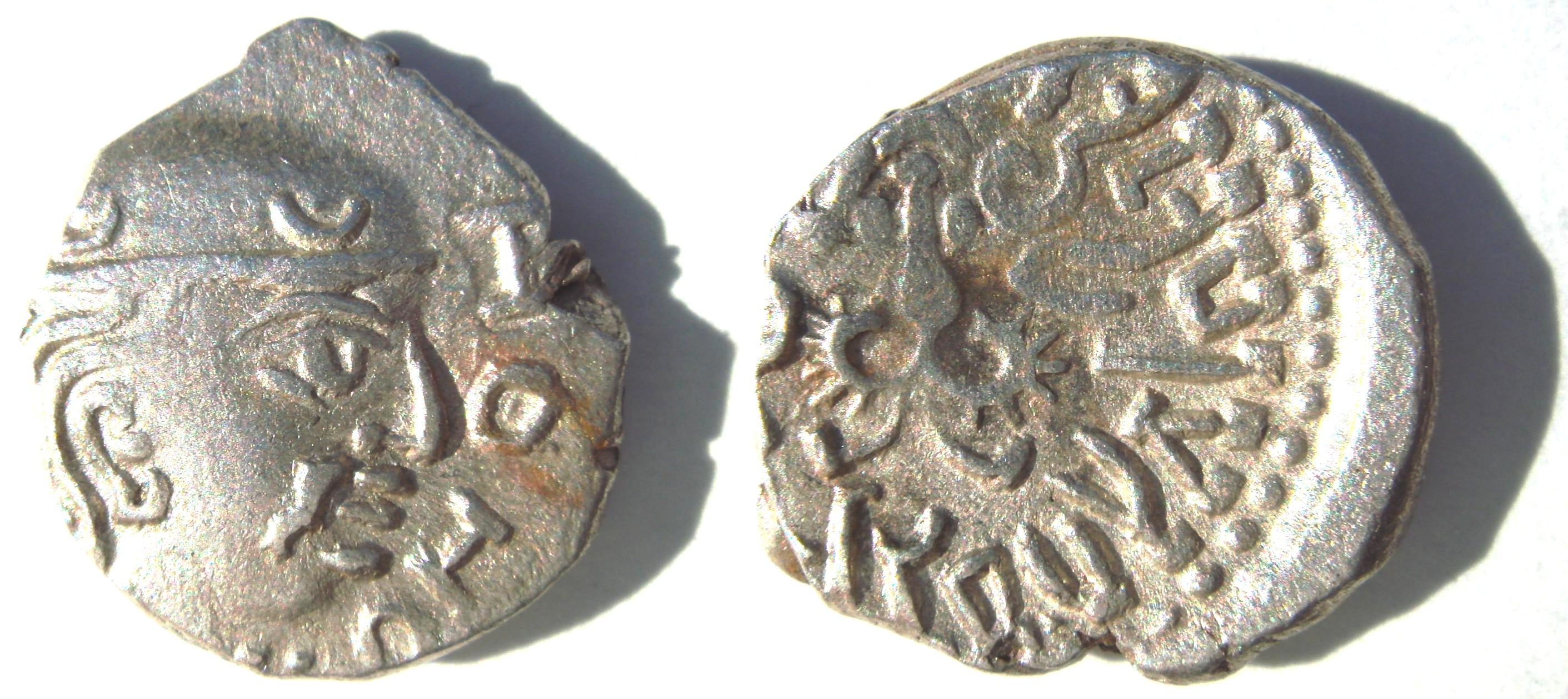
Uma moeda de prata cunhada durante o reinado da Dinastia Gupta pelo imperador Kumara Gupta I (414-455)

A pesquisa da economia indiana no período pré-colonial é basicamente qualitativa, devido à falta de informações quantitativas. A economia mogol funcionou através de um elaborado sistema de moeda, imposto rural e comércio. Moedas de ouro, de prata e de cobre eram fabricadas por casas da moeda e comercializadas segundo seu valor intrínseco, ou seja, segundo o valor do metal nelas contido. A estabilidade política e a política de estabilização da receita governamental resultantes da centralização administrativa do Império Mogol, somados com uma bem desenvolvida rede de comércio, asseguraram que a Índia, antes da chegada dos ingleses, fosse, economicamente, unificada, apesar de sua estrutura agrária tradicional caracterizada pela agricultura de subsistência baseada em tecnologia rudimentar. Após o declínio mogol, o oeste, o centro e partes do sul e do norte estavam integrados e administrados pelo Império Maratha. Depois da derrota na Terceira Batalha de Panipat, o império desintegrou em vários estados confederados. A instabilidade política resultante e conflitos armados afetaram severamente a vida econômica em várias partes do país, embora isto fosse compensado, em parte, pela prosperidade localizada nos novos reinos provinciais. No fim do século XVIII, a Companhia Britânica das Índias Orientais entrou no cenário político indiano e estabeleceu sua supremacia sobre as outras potências coloniais europeias. Isso marcou uma mudança definitiva no comércio indiano e uma menos impactante mudança no resto da economia.

### Período Colonial (1773–1947)

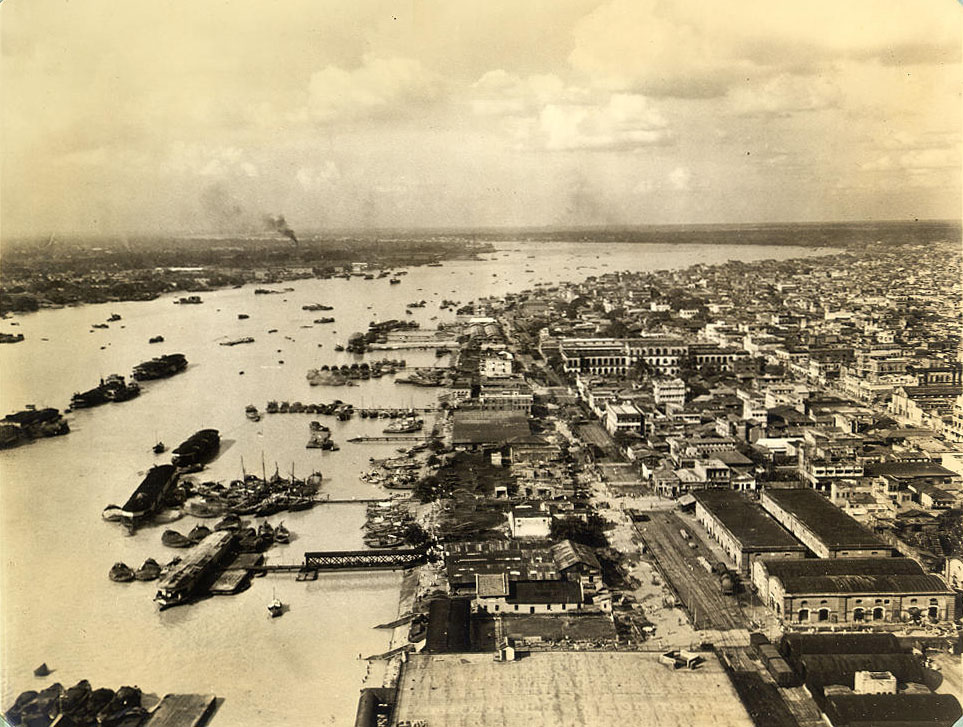
Uma vista aérea do porto de Calcutá em 1945. A cidade, que era o centro econômico da Índia britânica, teve uma atividade industrial aumentada durante a Segunda Guerra Mundial.

O domínio da Companhia Britânica das Índias Orientais sobre o subcontinente indiano trouxe grandes mudanças nas políticas tributária e agrária, que tenderam a promover o comércio agrícola, causando a diminuição da plantação de gêneros alimentícios, o empobrecimento das massas, a perda de terras pelos fazendeiros e escassez alimentar. A política econômica inglesa na Índia causou um severo declínio no artesanato e no setor têxtil, devido à redução da demanda e ao aumento do desemprego. Após a remoção das restrições internacionais pelo Ato de 1813, o comércio indiano expandiu-se substancialmente. O resultado foi uma significativa transferência de capital da Índia para a Inglaterra, que, devido à política colonial dos ingleses, levou a uma fuga maciça de receita ao invés de qualquer esforço sistemático de modernização da economia nacional.

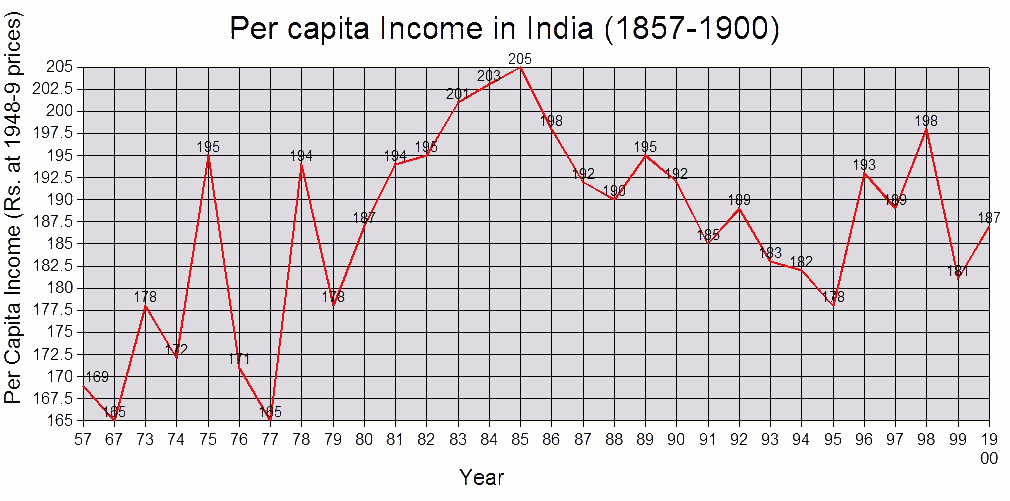
Estimativa da renda per capita da Índia entre 1857 e 1900 tendo, como parâmetro, os preços de 1948–49

A colonização da Índia pelos britânicos criou um ambiente institucional que, no papel, garantia o direito a propriedade entre os colonizadores, incentivando o livre comércio e o desenvolvimento de uma moeda única com taxas de câmbio fixas, pesos e medidas padronizadas e mercado de capitais. Também estabeleceu um sistema bem desenvolvido de ferrovias e telégrafos, um serviço civil que visava a ser livre de qualquer interferência política e um sistema legal baseado na Lei Comum. Isso coincidiu com grandes mudanças na economia mundial - industrialização e o crescimento significativo da produção e do comércio. No entanto, no final do regime colonial, a Índia herdou uma economia que era uma das mais pobres entre os países em desenvolvimento, com um crescimento industrial paralisado, agricultura incapaz de alimentar uma população em rápido crescimento, uma força de trabalho em larga escala iletrada e desqualificada e uma infraestrutura extremamente inadequada.
O censo de 1872 revelou que 91,3% da população da região que forma a atual Índia residia em vilas e a urbanização em geral permaneceu lenta até a década de 1920, devido à falta de industrialização e à falta de transporte adequado. Posteriormente, a política de proteção discriminatória (na qual algumas indústrias importantes eram protegidas financeiramente pelo estado), juntamente com a Segunda Guerra Mundial, fomentaram o desenvolvimento e a dispersão das indústrias, estimulando o êxodo rural e, em particular, o desenvolvimento de grandes cidades portuárias como Mumbai, Kolkota e Chennai . Apesar disso, apenas um sexto da população da Índia vivia em cidades em 1951.
O impacto do domínio britânico sobre a economia da Índia é um tema polêmico. Os líderes do movimento pela independência indiana e historiadores nacionalistas de esquerda acusaram o governo colonial inglês pelo estado lastimável da economia da Índia após a era colonial e argumentaram que a força financeira necessária para o desenvolvimento industrial na Europa teria se originado a partir da riqueza retirada de colônias na Ásia e na África. Ao mesmo tempo, historiadores de direita observaram que o baixo desempenho económico da Índia foi devido a diversos setores estarem em crescimento e declínio devido a alterações introduzidas pelo colonialismo e devido ao fato de o mundo estar se movendo em direção à industrialização e à integração econômica.

### Pré-liberalismo hindu

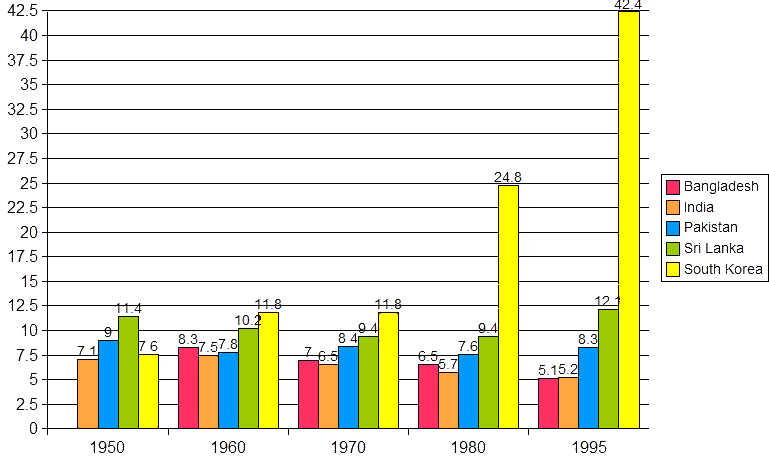
Comparação da renda per capita da Índia (laranja) com a Coreia do Sul (amarelo). Ambos começam do mesmo nível de renda per capita em 1950. O gráfico mostra o PIB per capita das economias do Sul da Ásia e Coreia do Sul como percentagem do PIB per capita dos EUA.

A política econômica da Índia foi influenciada pelos preceitos dos colonizadores ingleses, vista pelos líderes da Índia como exploradora, e pela exposição desses líderes ao socialismo democrático, bem como pelos progressos alcançados pela economia da União Soviética. A política do país que zela pelo protecionismo, com um forte ênfase no modelo de industrialização de substituição de importações, no intervencionismo econômico, na regulação económica e na planificação centralizada da economia, em um período de que as políticas e a imigração estava relativamente liberalizadas. Os planos quinquenais da Índia assemelhavam-se aos planos da União Soviética. Os setores da siderurgia, mineração, ferramentas de máquinas, telecomunicações, energia, entre outros, foram nacionalizados em meados dos anos 1950.
Jawaharlal Nehru, o primeiro primeiro-ministro da Índia, em conjunto com o estatístico Prasanta Chandra Mahalanobis, formulou e supervisionou a política econômica durante os primeiros anos da existência do país. Eles esperam resultados favoráveis desta estratégia, que aumentava o desenvolvimento das indústrias de transformação e de indústria de base por ambos os setores, público e privado, através de intervenção direta e indireta do estado, e menos na planificação central ao estilo do sistema de comando usado pela União Soviética. A política concentrada simultaneamente na tecnologia e no capital intensivo, na indústria pesada e no subsídio manual na baixa habilidade foi criticada pelo economista Milton Friedman, que pensou que iria desperdiçar capital, trabalho e retardar o desenvolvimento de pequenos fabricantes. A taxa de crescimento da economia indiana nas primeiras três décadas após a independência foi ironicamente chamado de "taxa de crescimento hindu", por causa da comparação desfavorável com taxas de crescimento em outros países asiáticos, especialmente os tigres asiáticos.
Desde 1965, o uso de variedades de alto rendimento de sementes aumentou o uso de fertilizantes e facilitou coletivamente para a Revolução Verde da Índia, onde aumentou as condições da agricultura pelo aumento das plantações e da produtividade, aumentando e fortalecendo para a frente e para trás as ligações entre agricultura e indústria. No entanto, ele também tem sido criticada como um esforço insustentável, resultando no crescimento da agricultura capitalista, ignorando as reformas institucionais e de alargamento das disparidades de renda.

### Período pós-liberalista (desde 1991)
Após 1970, o governo de Morarji Desai corrigiu diversas restrições na capacidade de expansão das companhias estatais ,removendo o controle de preços, reduzindo os impostos corporativos e promovendo a criação de pequenas empresas em larga escala. Ele também aumentou o nível de impostos para um ponto máximo de 97,5% ,um recorde no mundo em economias capitalistas. Porém, as consequências da política governamental do Socialismo fabiano dificultou os benefícios econômicos, levando a elevados déficits fiscais e a uma piora na conta corrente. O colapso da União Soviética, da qual a Índia era a maior parceira comercial e a Guerra do Golfo, que causou uma disparada do preço do petróleo, resultaram em uma grande crise na balança de pagamentos indiana, criando a possibilidade de o país não poder pagar seus empréstimos. O governo indiano pediu um empréstimo de 1,8 bilhão de dólares estadunidenses sem garantias financeiras ao Fundo Monetário Internacional, o qual pediu, em troca, reformas econômicas.
Em resposta, o primeiro-ministro Narasimha Rao, em conjunto com o ministro das finanças Manmohan Singh, iniciou a liberalização econômica de 1991. As reformas diminuíram os entraves burocráticos para abrir e operar empresas, reduziram tarifas e juros e acabaram com o monopólio estatal em vários setores da economia, permitindo a aprovação automática de investimento estrangeiro diretos em vários setores da economia. Desde então, o impulso liberalizante continuou o mesmo, embora o governo não tenha ousado desafiar os sindicatos e os fazendeiros em questões polêmicas como a reforma das leis trabalhistas e a redução dos subsídios agrícolas. Na virado do século, a Índia tinha progredido em direção a uma economia de mercado, com uma substancial redução no controle estatal da economia e um aumento na liberalização econômica. Isto foi acompanhado por aumento da expectativa de vida, taxa de alfabetização e segurança alimentar, embora os beneficiados tenham sido principalmente residentes em áreas urbanas.
Embora a qualificação do crédito da Índia tenha sido prejudicado pelos testes nucleares realizados pelo país em 1998, os quais determinaram sanções internacionais contra o país, o nível do país subiu para o nível de investimento em 2003 pela Standard & Poor's e pela Moody's. Em 2003, o Goldman Sachs previu que o produto interno bruto indiano em preços correntes superaria o da França e o da Itália em 2020, o da Alemanha, o do Reino Unido e o da Rússia em 2025 e o do Japão em 2035, tornando o país a terceira maior economia do mundo, atrás apenas dos Estados Unidos e da República Popular da China. A Índia é sempre vista pela maioria dos economistas como uma superpotência econômica em ascensão e acredita-se que desempenhará um papel econômico proeminente na economia global no século XXI.
Pode ser notado que a sustentabilidade das reformas econômicas após 1991 tem sido causa de grandes discussões entre economistas. Várias razões foram atribuídas à sustentabilidade das reformas, como a crise e subsequente ajuda do Fundo Monetário Internacional e do Banco Mundial, e a aplicação de sigilo uma ação executiva favorável.

## Setores econômicos

### Indústria e serviços

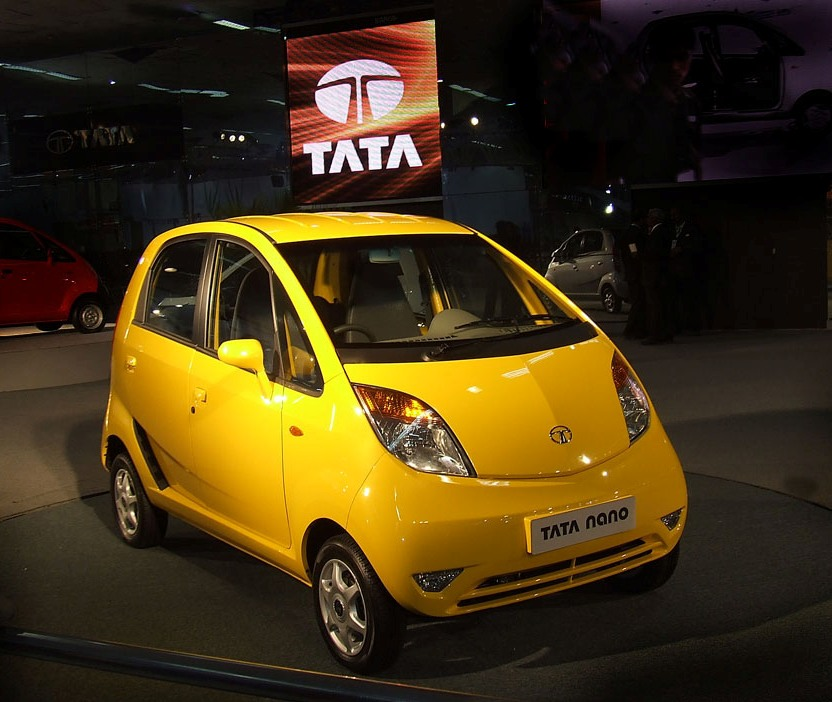
O setor industrial automobilístico da Índia tem um dos mais rápidos crescimentos do mundo. Aqui, o Tata Nano, o carro mais barato do planeta.

O Banco Mundial lista os principais países produtores a cada ano, com base no valor total da produção. Pela lista de 2019, a Índia tinha a 6ª indústria mais valiosa do mundo (US $ 391,4 bilhões).
Em 2019, a Índia era a 5ª maior produtora de veículos do mundo (4,5 milhões) e a 2ª maior produtora de aço (111,2 milhões de toneladas).
A indústria representa 28% do PIB e empregam 14% da força de trabalho total. Em termos absolutos, a Índia têm o décimo segundo lugar no mundo em termos da produção da fábrica nominal. Os dados são compilados através da CIA World Factbook. O setor industrial indiano passou por mudanças significativas como resultado das reformas econômicas de 1991 que eliminou as restrições de importação, trouxe concorrência externa, levou à privatização de certas indústrias do setor público, o regime liberalizou FDI, melhorou a infra-estrutura e levou a uma expansão na produção de Fast Moving Consumer Goods. Mensagem de liberalização, o setor privado indiano foi confrontado com o aumento da concorrência interna, bem como estrangeira, incluindo importações chinesas mais baratas. Desde então, foi adotada mudança pela minimização dos custos e renovação da gestão, contando com mão de obra barata e novas tecnologias. No entanto, isso também reduziu a geração de emprego até mesmo por pequenos produtores que anteriormente invocados relativamente trabalhosos.
A produção têxtil é a segunda maior fonte de emprego após a agricultura e é responsável por 20% da produção industrial, dando emprego a mais de 20 milhões de pessoas. Também a indústria indiana é a segunda maior empregadora e em janeiro, o ministro da indústria textil Shri Shankersinh Vagnela, a transformação a transformação da indústria têxtil do pôr do sol, degradada, no rápido desenvolvimento tornou-se a maior conquista do governo central. Depois de libertar a indústria nos anos 2004-2005 em uma série de limitações, principalmente financeiras, o governo liberam ao fluxo de investimentos maciços - tanto nacionais como estrangeiros. Durante o período de 2004 a 2008, o investimento total ascendeu a 27.000 milhões de dólares. Em 2012, ainda está convencido de que o governo, esse número chegará a 38000 milhões como esperado; esses investimentos em 2012 irá criar um setor adicional de mais de 17 milhões de empregos. Mas a demanda por têxteis indianos nos mercados mundiais continua a cair. De acordo com a União e Ministro do Comércio Kamal, apenas durante o ano fiscal 2008-2009 (que termina 31 de março) têxtil e do vestuário será forçado a cortar cerca de 800 mil novos empregos - quase metade da taxa de dois milhões, o que tem que ir todos os setores orientados para a exportação da economia indiana para suavizar o impacto da crise global . A região de Ludhiana produz 90% de lã na Índia e é conhecida como a região inglesa de Manchester na Índia. A região de Tirupur ganhou o reconhecimento universal como a principal fonte de meias, vestuário de malha, roupas causais e roupas esportivas.
A Índia é a 13.ª nação produtora de serviços. O setor de serviços proporciona emprego a 23% da força de trabalho e está crescendo rapidamente, com uma taxa de crescimento de 7,5% em 1991-2000, um aumento de 4,5% em 1951-1980. Ele tem a maior participação no PIB, representando 55% em 2007, acima dos 15% em 1950. A Tecnologia da informação e Business Process Outsourcing estão entre os setores que mais crescem, com uma taxa de crescimento acumulado da receita 33,6% entre 1997-98 e 2002-03 e contribuindo para 25% do total das exportações do país em 2007-08.

### Mineração
Os diferentes minérios formam um segmento importante na economia da Índia, com o país produzindo 79 minérios (excluindo os combustíveis e recursos atômicos) entre 2009-2010, incluindo minério de ferro, manganês, mica, bauxita, cromita, calcário, asbesto, fluorita, gipsita, ocre, fosforita e areia por dióxido de silício.
Em 2019, o país era o 4º maior produtor mundial de minério de ferro; 4º maior produtor mundial de cromo; 5º maior produtor mundial de bauxita; 5º maior produtor mundial de zinco; 7º maior produtor mundial de manganês; 7º maior produtor mundial de chumbo; 7º maior produtor mundial de enxofre; 11º maior produtor mundial de titânio; 18º maior produtor mundial de fosfato; 16º maior produtor mundial de gipsita; 5º maior produtor mundial de grafite; além de ser o 3º maior produtor mundial de sal. Era o 11º maior produtor do mundo de urânio em 2018.
A Índia foi o 2º maior produtor mundial de alumínio em 2019, visto que o processo de transformação da bauxita em alumínio demanda uma quantidade imensa de energia, e poucos países possuem excedentes de produção energética para produzir o metal, sendo a Índia um destes países. 

### Agricultura
A Índia é a segunda maior produtora de produtos agrícolas em todo o mundo, que preenche os setores da flora, pescaria e de madeira 15,7% no GDP em 2009–2010, empregando 55.1% de toda a força de trabalho e apesar de um declínio de sua participação no PIB, ainda é o maior setor econômico e um pedaço significativo do desenvolvimento socioeconômico global da Índia. A produção de soja por unidade de área de todas as culturas têm crescido desde 1950, devido à ênfase especial na agricultura nos planos de cinco anos e melhorias contínuas em irrigação, tecnologia de aplicação de modernas práticas agrícolas e de prestação de agrícolas crédito e subsídios desde a Revolução Verde na Índia. No entanto, as comparações internacionais revelam o rendimento médio em Portugal é geralmente de 30% a 50% do rendimento médio mais elevado no mundo. Os estados indianos Uttar Pradesh, Punjabe, Haryana, Madhya Pradesh , Andhra Pradesh, Bengala Ocidental e Maharashtra são fundamentais estados agrícolas que contribuem para a Índia.
A Índia tem uma precipitação média anual de 1208 mm e um total anual de precipitação de 4 trilhões de m3, com o total de recursos hídricos utilizáveis, incluindo rios, lagos, nascentes, córregos e aquíferos, no valor de 1123000 km3. De todas as terras produtivas, ou cerca de 39% da área total cultivada, é irrigada. Os recursos da Índia, incluindo as águas interiores, rios, canais, lagoas e lagos e os recursos marinhos compreendendo as costas leste e oeste do Oceano Índico e outros golfos e baías dar emprego a cerca de seis milhões de pessoas no setor das pescas. Em 2008, a Índia tinha a terceira maior indústria pesqueira mundial.
A Índia é o maior produtor mundial de leite e juta, e tem a segunda maior do mundo população de gado com 175 milhões de animais em 2008. É o segundo maior produtor de arroz, trigo, algodão, cana de açúcar e de amendoim, bem como o segundo maior produtor de frutas e vegetais, sendo responsável por 10,9% e 8,6% das frutas e produtos hortícolas mundo, respectivamente. A Índia é também o segundo maior produtor e o maior consumidor de seda do mundo, produzindo 77 bilhões de toneladas em 2005.
Em 2018, a Índia:
- Foi o 2º maior produtor mundial de cana-de-açúcar (376,9 milhões de toneladas), perdendo somente para o Brasil;
- Foi o 2º maior produtor mundial de arroz (172,5 milhões de toneladas), perdendo somente para a China;
- Foi o 2º maior produtor mundial de trigo (99,7 milhões de toneladas), perdendo somente para a China;
- Foi o 2º maior produtor mundial de batata (48,5 milhões de toneladas), perdendo somente para a China;
- Foi o maior produtor mundial de banana (30,8 milhões de toneladas);
- Foi o 2º maior produtor mundial de cebola (22 milhões de toneladas), perdendo somente para a China;
- Foi o 7º maior produtor mundial de milho (27,8 milhões de toneladas);
- Foi o maior produtor mundial de manga (incluindo mangostim e goiaba) (21,8 milhões de toneladas);
- Foi o 2º maior produtor mundial de tomate (19,3 milhões de toneladas), perdendo somente para a China;
- Foi o maior produtor mundial de algodão (14,6 milhões de toneladas);
- Foi o 5º maior produtor mundial de soja (13,7 milhões de toneladas), perdendo para EUA, Brasil, Argentina e China;
- Foi o 2º maior produtor mundial de beringela (12,8 milhões de toneladas), perdendo somente para a China;
- Foi o 3º maior produtor mundial de coco (11,7 milhões de toneladas), perdendo somente para a Indonésia e as Filipinas;
- Foi o maior produtor mundial de milhete (11,6 milhões de toneladas);
- Foi o maior produtor mundial de grão-de-bico (11,3 milhões de toneladas);
- Foi o 2º maior produtor mundial de repolho (9 milhões de toneladas), perdendo somente para a China;
- Foi o 2º maior produtor mundial de couve-flor e brócolis (8,8 milhões de toneladas), perdendo somente para a China;
- Foi o 3º maior produtor mundial de colza (8,4 milhões de toneladas), perdendo somente para Canadá e China;
- Foi o 3º maior produtor mundial de laranja (8,3 milhões de toneladas), perdendo somente para Brasil e China;
- Foi o 2º maior produtor mundial de amendoim (6,7 milhões de toneladas), perdendo somente para a China;
- Foi o maior produtor mundial de feijão (6,2 milhões de toneladas);
- Foi o maior produtor mundial de quiabo (6,1 milhões de toneladas);
- Foi o maior produtor mundial de mamão (5,9 milhões de toneladas);
- Foi o 2º maior produtor mundial de abóbora (5,5 milhões de toneladas), perdendo somente para a China;
- Foi o 2º maior produtor mundial de ervilha (5,4 milhões de toneladas), perdendo somente para a China;
- Foi o 5º maior produtor mundial de sorgo (4,8 milhões de toneladas), perdendo somente para EUA, Nigéria, Sudão e Etiópia;
- Foi o maior produtor mundial de limão (3,1 milhões de toneladas);
- Foi o 7º maior produtor mundial de uva (2,9 milhões de toneladas);
- Foi o 4º maior produtor mundial de melancia (2,5 milhões de toneladas);
- Foi o 7º maior produtor mundial de maçã (2,3 milhões de toneladas);
- Foi o maior produtor mundial de juta (1,9 milhões de toneladas);
- Foi o 4º maior produtor mundial de pimenta chili (1,8 milhões de toneladas);
- Foi o 2º maior produtor mundial de alho (1,7 milhões de toneladas), perdendo somente para a China;
- Foi o 6º maior produtor mundial de abacaxi (1,7 milhões de toneladas);
- Foi o 20º maior produtor mundial de cevada (1,7 milhões de toneladas);
- Foi o 2º maior produtor mundial de lentilha (1,6 milhões de toneladas), perdendo somente para o Canadá;
- Foi o 8º maior produtor mundial de batata doce (1,4 milhões de toneladas);
- Foi o 2º maior produtor mundial de chá (1,3 milhões de toneladas), perdendo somente para a China;
- Foi o 4º maior produtor mundial de melão (1,2 milhões de toneladas), perdendo somente para China, Turquia e Irã;
- Foi o maior produtor mundial de gengibre (893 mil toneladas);
- Foi o maior produtor mundial de noz de areca (809 mil toneladas);
- Foi o 2º maior produtor mundial de castanha de caju (785 mil toneladas), perdendo somente para o Vietnã;
- Foi o 3º maior produtor mundial de gergelim (746 mil toneladas), perdendo somente para Sudão e Myanmar;
- Foi o 3º maior produtor mundial de tabaco (749 mil toneladas), perdendo somente para China e Brasil;
- Produziu 4,2 milhão de toneladas de guandu;
- Produziu 1,2 milhão de toneladas de mamona;
- Produziu 1,2 milhão de toneladas de alface e chicória;
- Produziu 978 mil toneladas de borracha natural;
- Produziu 678 mil toneladas de anis/coentro;
- Produziu 583 mil toneladas de cenoura;
- Produziu 572 mil toneladas de fibra de coco;
- Produziu 326 mil toneladas de café;

Além de produções menores de outros produtos agrícolas.

### Pecuária
Na pecuária, a Índia foi, em 2019, o 2º maior produtor mundial de leite de vaca, com uma produção de 90 bilhões de litros (só perdendo para os Estados Unidos); maior produtor mundial de leite de cabra, com uma produção de 5,4 bilhões de litros; o 5º maior produtor mundial de carne de frango, com uma produção de 4,1 milhões de toneladas; 3º maior produtor mundial de ovo de galinha, com uma produção de 5,7 milhões de toneladas; o 8º maior produtor mundial de mel, com uma produção de 67,1 mil toneladas, entre outros. O país é o 14º maior produtor mundial de lã.

### Finanças
O mercado monetário da Índia é classificado no setor organizado, compreendendo os setores privado, público e de propriedade estrangeira, que juntos são conhecidos como os bancos agendado, e os setor desregularizado , que inclui instituições individuais ou familiares no mercado financeiro de agiotagem. A desorganização do setor e o microcrédito ainda são preferíveis aos bancos tradicionais em áreas rurais e suburbana, especialmente para fins não produtivos, como cerimônias e empréstimos de curta duração.
O primeiro-ministro Indira Gandhi nacionalizou 14 bancos em 1969, seguido por outros seis em 1980, e tornou obrigatória para os bancos fornecer 40% do seu crédito líquido ao setores prioritários como a agricultura, na indústria,no comércio varejista, as empresas de pequeno porte, etc, para garantir que os bancos cumpram seus objetivos sociais e de desenvolvimento. Desde então, o número de agências bancárias aumentou de 8 260 em 1969 para 72 170 em 2007 e da população coberta por entre ramo diminuiu de 63 800 para 15 mil durante o mesmo período. Apesar do aumento de ramos rural, a partir de 1860 ou 22% do número total de ramos em 1969 para 30 590 ou 42% em 2007, apenas 32 270 de 500 000 aldeias estão cobertas por um banco programado.
O Produto Interno Bruto da Índia em 2006-07 em percentagem do PIB ficou em uma alta de 32,7% Mais do que metade das poupanças pessoais são investidos em ativos físicos tais como terrenos, casas, gado e ouro.Os bancos do setor público detêm mais de 75% do total de ativos do setor bancário , com os bancos privados e estrangeiros, possuidores de 18,2% e 6,5%, respectivamente.Desde a liberalização, o governo aprovou reformas bancárias significativa. Embora alguns destes se relacionam com os bancos nacionalizados, como fusões incentivando, reduzindo a interferência do governo e aumentar a lucratividade e competitividade, outras reformas abriram os setores bancário e de seguros para os jogadores privados e estrangeiros.

### Energia e produção energética

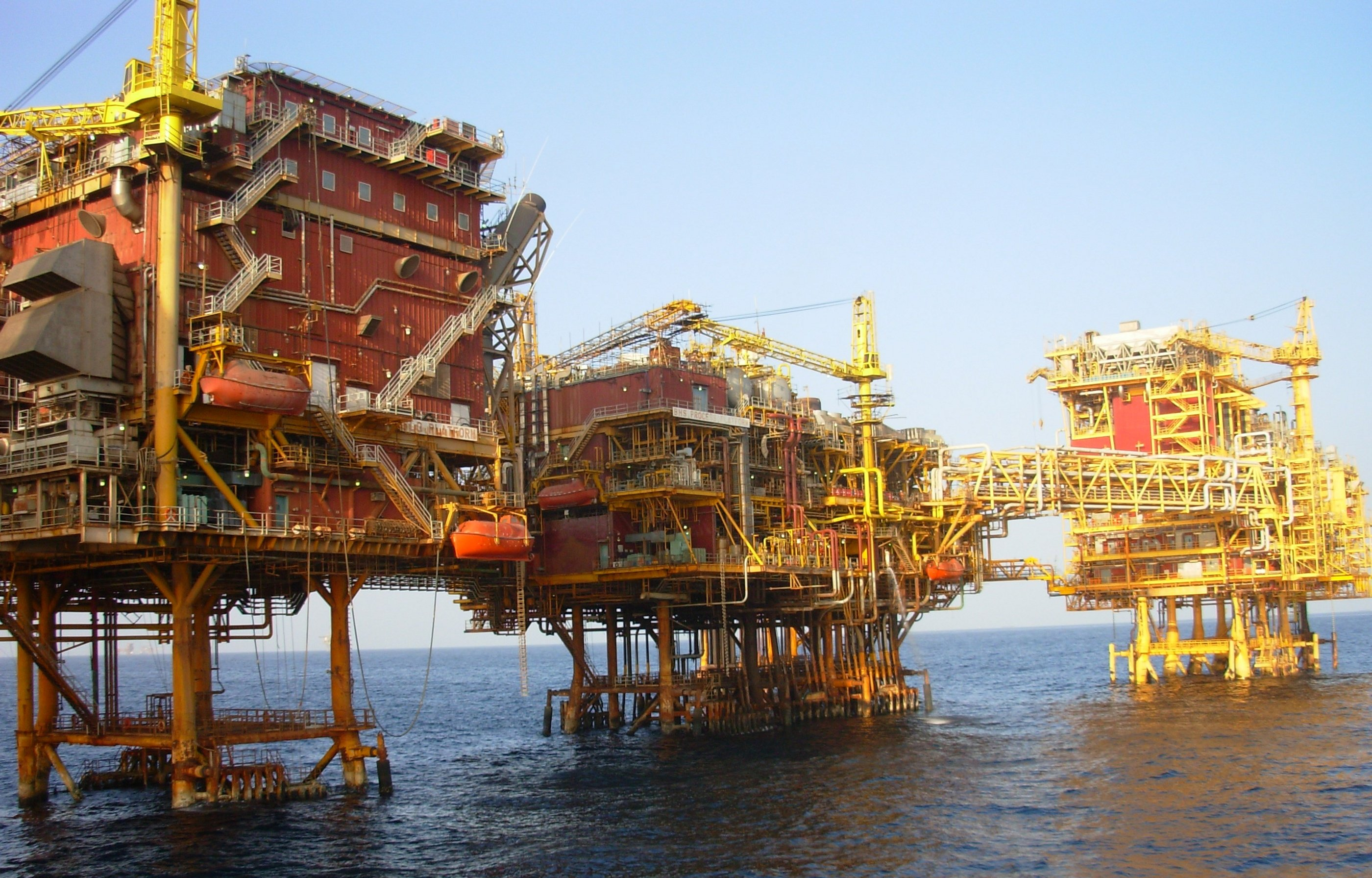
Em 2010, a Índia importava 75% do petróleo que demandava. Veja aqui uma plataforma de extração de petróleo na região de Mumbai High no Mar da Arábia, um das poucas áreas de extração de petróleo no país extraida pela ONGC.

Nas energias não-renováveis, em 2020, o país era o 23º maior produtor de petróleo do mundo, extraindo 627,4 mil barris/dia. Em 2019, o país consumia 5,27 milhões de barris/dia (3º maior consumidor do mundo). O país foi o 3º maior importador de petróleo do mundo em 2018 (5,1 milhões de barris/dia). Em 2016, a Índia era a 26º maior produtora mundial de gás natural, 26,2 bilhões de m3 ao ano. Em 2017 a Índia era a 13ª maior importadora de gás do mundo (26,4 bilhões de m3 ao ano). Na produção de carvão, o país foi o 2º maior do mundo em 2018: 716 milhões de toneladas. Apesar disso, o país também é o 2º maior importador de carvão do mundo: em 2018, foram 223 milhões de toneladas. Em 2019, a Índia também era o 7º país que mais possuía
usinas atômicas em seu território - eram 22 usinas, com uma potência instalada de 6,2 GW.
Nas energias renováveis, em 2020, a Índia era o 4º maior produtor de energia eólica do mundo, com 38,5 GW de potência instalada, e o 5º maior produtor de energia solar do mundo, com 39,2 GW de potência instalada;  e em 2014 era o 6º maior produtor de energia hidroelétrica do mundo, com uma potência instalada de 40 GW.
As reservas indianas de petróleo oferta 25% da demanda do consumo doméstico de petróleo. No final de 2009, a Índia conhecia que as suas reservas de petróleo era de 775 milhões de metros cúbicos e de gás natural de aproximadamente de 1,074 trilhões de metros cúbicos. Os campos de petróleo e gás natural indianos estão nas regiões de Mumbai High, Krishna Godavari Basin e de Cauvery Delta, e também nos estados estado de Assam, Gujarat e Rajasthan. Ela é a quarta maior consumidora de petróleo no mundo e importa 82.1 bilhões de dólares em troca de petróleo, três quartos de sua demanda, que gera um efeito adverso, o déficit de sua conta corrente. A indústria de petróleo na Índia mostra que é formada por empresas estatais como a Oil and Natural Gas Corporation (ONGC), Hindustan Petroleum Corporation Limited (HPCL) and Indian Oil Corporation Limited (IOCL). Há também em sua maioria as companhias de petróleo como a Reliance Industries Limited (RIL) que opera em larga escala no mundo na refinação de petróleo.
Na tabela a seguir tem a representação de participação% de cada método de produção energética:
| Recurso energético                               | Produção por megawatts | Percentual |
| ------------------------------------------------ | ---------------------- | ---------- |
| Energia térmica                                  | 4 641,3                | 64,6 %     |
| Hidroeletricidade                                | 5 597,4                | 24,7 %     |
| Outras formas de produção de energia sustentável | 7 697,3                | 7,7 %      |
| Energia nuclear                                  | 17 334                 | 2,9 %      |
| Dados :.                                         |                        |            |

A Índia conhece que tem em suas reservas 106 bilhões de toneladas de carvão. Também, ela é rica em recursos renováveis na produção energética com um potencial futuro significante como a energia solar, energia eólica e nos biocombustíveis, como  o etanol. Também com o seu potencial em tório, em que possui 25% das reservas internacionais estão com um ambicioso projeto de energia nuclear a longo prazo.Com a estagnação das reservas de urânio, têm o crescimento da produção de energia nuclear. Como, a Índia têm a exportação de urânio de outros países.

### Turismo

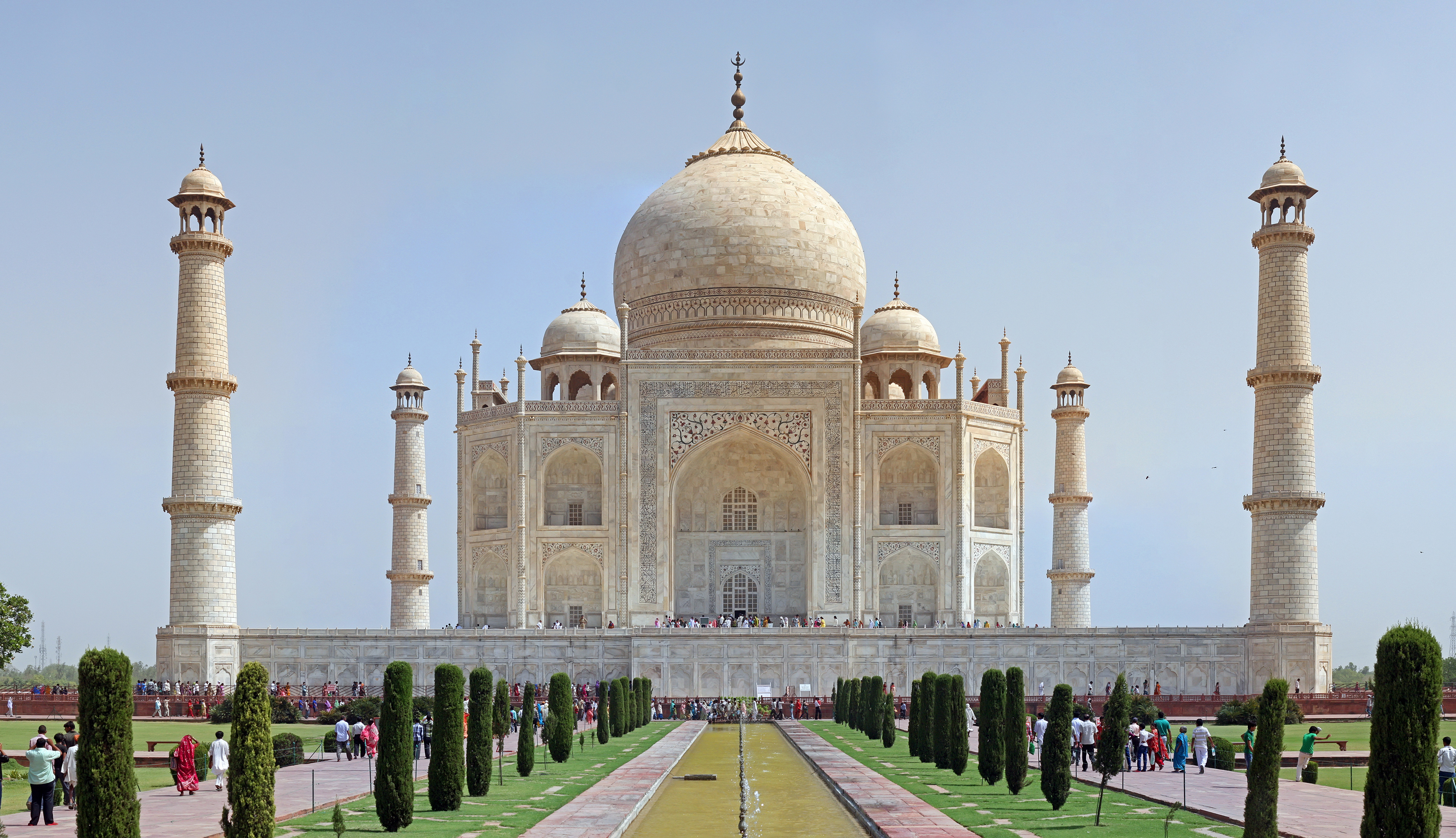
O Taj Mahal em Agra, uma das sete maravilhas do mundo moderno, é um destino turístico popular e Património Mundial da UNESCO.

Em 2018, a Índia foi o 22º país mais visitado do mundo, com 17,4 milhões de turistas internacionais. As receitas do turismo, neste ano, foram de US $ 28,5 bilhões.
O turismo na Índia é importante para a economia do país e está a crescer rapidamente. O Conselho Mundial de Viagens e Turismo calculou que o turismo gerou US$ 240 biliões, ou 9,2% do PIB da Índia em 2018 e apoiou 42 673 milhões de empregos, 8,1% do seu emprego total. Prevê-se que o setor cresça a uma taxa anual de 6,9% para US$ 450 biliões até 2028 (9,9% do PIB). Em outubro de 2015, o sector de turismo médico da Índia estava estimado em US$ 3 biliões, prevendo-se que cresça de 7 a 8 biliões de dólares em 2020. Em 2014, 184 298 doentes estrangeiros viajaram para a Índia a procura de tratamento médico.
Mais de 10,04 milhões de turistas estrangeiros chegaram à Índia em 2017, contra 8,89 milhões em 2016, o que representa um crescimento de 15,6%. As visitas turísticas nacionais a todos os estados e territórios da união totalizaram 1 036,35 milhões em 2012, um aumento de 16,5% face a 2011. Em 2014, Tâmil Nadu, Maarastra e Utar Pradexe foram os estados mais populares para os turistas. Já Deli, Mumbai, Chenai, Agra e Jaipur foram as cinco cidades mais visitadas da Índia por turistas estrangeiros durante o ano de 2015. Em todo o mundo, Deli está em 28º lugar pelo número de chegadas de turistas estrangeiros, enquanto Mumbai está em 30º lugar, Chenai 43º, Agra 45º, Jaipur 52º e Calcutá 90º.
O Ministério do Turismo da Índia concebe políticas nacionais para o desenvolvimento e promoção do turismo. No processo, o Ministério consulta e colabora com outras partes interessadas do sector, incluindo vários ministérios/agências centrais, governos estaduais, territórios da união e representantes do sector privado. Estão a ser desenvolvidos esforços combinados para promover produtos turísticos de nicho como o rural, o de cruzeiro, o médico e o ecoturismo. Desde de 2002, o Ministério do Turismo mantém a campanha Incredible India (Índia Incrível) focada na promoção do turismo no país.

## Comércio externo
Em 2020, o país foi o 18º maior exportador do mundo (US $ 323,2 bilhões, 1,7% do total mundial). Na soma de bens e serviços exportados, chega a US $ 530,7 bilhões, ficando em 13º lugar mundial. Já nas importações, em 2019, foi o 9º maior importador do mundo: US $ 478,8 bilhões.

### Relações comerciais internacionais
Até a liberalização de 1991, a Economia da Índia foi isolado do mercado mundial, para proteger sua economia e alcançar a autossuficiência. O comércio exterior foi sujeita à tarifas de importação, à impostos de exportação e de restrições quantitativas, enquanto o investimento estrangeiro direto (IED) foi restringida por limitar a sua participação do capital pelo superior,com de muitas restrições à transferência de tecnologia, com os compromissos de exportação e aprovações governamentais; pois essas aprovações foram necessários para quase 60% dos novos investimento por
IED no setor industrial. As restrições assegurado que o IED de US$ 200 milhões por ano entre 1985 e 1991, uma grande porcentagem dos fluxos de capital consistia em ajuda externa, pelos empréstimos comerciais e depósitos de estrangeiros. As exportações da Índia eram estagnadas nos primeiros 15 anos após a independência , devido à negligência geral da política comercial do governo desse período. As importações no mesmo período, devido o nascimento da industrialização, onde consistiu predominantemente na produção de máquinas, matérias-primas e bens de consumo.
Desde a liberalização, o valor do comércio internacional da Índia aumentou acentuadamente, pelas contribuições do comércio total de bens e serviços para o PIB passando de 16% em 1990-91 para 43% em 2005-06. Os principais parceiros comerciais da Índia são a União Europeia, a China,os Estados Unidos e os Emirados Árabes Unidos . Em 2006-07, as principais produtos de exportação de mercadorias incluem produtos de engenharia, de produtos petrolíferos, de produtos químicos e farmacêuticos, gemas e joias, têxteis e vestuário, produtos agrícolas, minério de ferro e outros minerais. Têm também a importação de commodities importantes incluem petróleo bruto e seus derivados, máquinas, produtos eletrônicos, ouro e prata. Em novembro de 2010, as exportações aumentaram 22,3% ano-a-ano para 85,063 crore (18,97 bilhões de dólares), enquanto as importações subiram 7,5% em 125,133 crore (27,9 bilhões de dólares). O déficit comercial entre os meses são de 46,865 crore (10,45 bilhões de dólares) em 2009 para 40,070 crore (8,94 bilhões de dólares) em 2010.
A Índia é um membro fundador do Acordo Geral sobre Tarifas e Comércio (GATT) desde 1947 e seu sucessor, a OMC. Ao participar ativamente nas suas reuniões do conselho geral, a Índia tem sido crucial para manifestar as preocupações os países em desenvolvimento. Por exemplo, a Índia tem oposto à inclusão de questões como trabalho e questões ambientais e outros barreiras não tarifárias ao comércio nas políticas da OMC.

### Balanço de pagamentos

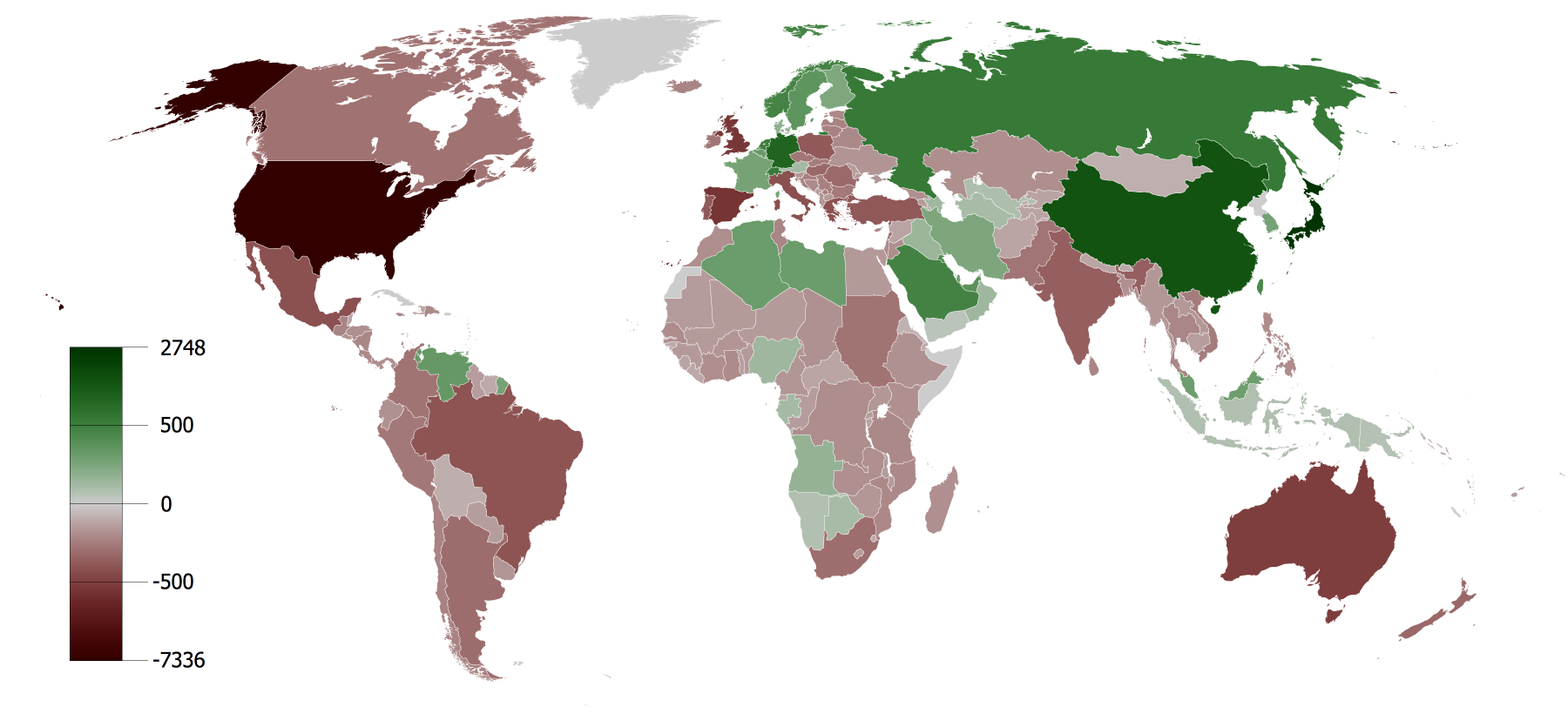
Balanço de endividademento entre 1980-2008 baseado nos dados do IMF

Desde a independência da Índia, o país sofre pelo endividamento e de sua dívida externa. Desde a liberalização econômica na década de 1990, precipitada por uma crise do balanço de pagamento, as exportações da Índia cresceram de forma consistente, cobrindo 80,3% de suas importações em 2002-03, passando de 66,2% em 1990-91. No entanto, a crise econômica mundial seguido por uma desaceleração geral no comércio mundial viu as exportações tiveram uma queda nas importações de 61,4% entre os anos de 2008-2009. A crescente importação de petróleo na Índia é o principal gerador do grande déficit em conta corrente, que subiu para 118,7 bilhões de dólares, ou seja 9,7% do PIB, em 2008-09. Entre janeiro e outubro de 2010, a Índia importou 82,1 bilhões de dólares no valor do petróleo bruto.
Devido a Crise econômica de 2008-2011, tanto as exportações indianas e as importações diminuíram 29,2% e 39,2%, respectivamente, em junho de 2009. O declínio ocorreu porque os principais países exportadores, como Estados Unidos e membros da União Europeia, respondem por mais de 60% das exportações indianas. No entanto, desde o declínio das importações foi muito mais acentuada em comparação com a queda nas exportações, formando o déficit comercial da Índia. A partir de Junho de 2011, as exportações e as importações têm tanto impressionante crescimento registrado com as exportações mensais atingindo 25,9 bilhões de dólares para o mês de Maio de 2011 e as importações mensais atingindo 40,9 bilhões de dólares americanos para o mesmo mês. Isso representa um crescimento ano após ano de 56,9% para as exportações e 54,1% para as importações.
A dependência da Índia a respeito de assistência externa e da dívida concessional tem diminuído desde a liberalização da economia, e os rácio do serviço da dívida diminuiu de 35,3% em 1990-91 para 4,4% em 2008-09. Na Índia, os empréstimos externos Comercial s (ECBs), ou empréstimos comerciais a partir de mutuantes não residentes, estão sendo permitidas pelo governo para fornecer uma fonte adicional de recursos para empresas indianas. O Ministério das Finanças monitora e regula-los através de orientações política dos BCE emitidos pelo Banco Central da Índia sob a Foreign Exchange Management Act de 1999. As reservas de divisas estrangeiras na Índia têm vindo a aumentar de 5,8 bilhões de dólares em março de 1991 a 283,5 bilhões de dólares em dezembro de 2009.

### Investimento direto estrangeiro
Como a quarta maior economia do mundo em termos de PPC, a Índia é um destino preferido para Investimento Direto Estrangeiro; A Índia tem pontos fortes em telecomunicações, tecnologia da informação e outras áreas importantes, tais como componentes de automóveis, produtos químicos , vestuários, produtos farmacêuticos e a joalheria. Apesar de uma onda de investimentos estrangeiros, as políticas rígidas de IDE foram um obstáculo significativo. No entanto, devido ao positivo reformas econômicas que visem à desregulamentação da economia e estimular o investimento estrangeiro, a Índia tem se posicionado como um dos corredores da frente do rápido crescimento região Ásia-Pacífico. A Índia tem um grande conjunto de conhecimentos gerenciais e técnicos qualificados. O tamanho da população de classe média está em trezentos milhões e representa um mercado consumidor crescente.
Durante 2000-10, o país atraiu 178 milhões de dólares este tipo de investimento. O investimento excessivamente elevado de Maurício é devido ao encaminhamento de fundos internacionais em todo o país para beneficiar de vantagens fiscais significativas e a dupla tributação é evitada devido a uma entre os dois países e Maurício é um ganho de capital a partir do paraíso fiscal, efetivamente criando um zero-tributação canal de Investimento Direto Estrangeiro.
Recentemente, a Índia em 2005 iniciou uma política de liberalização que permite até uma participação de IDE em  100% dos empreendimentos. As Reformas políticas industriais reduziram substancialmente os requisitos de licenciamento industrial, as restrições removido em expansão e facilitou o acesso fácil à tecnologia estrangeira e FDI investimento direto estrangeiro. A curva de crescimento ascendente movimento do setor imobiliário deve algum crédito para uma economia em expansão e liberalizados regime de IDE. Em março de 2005, o governo alterou as regras para permitir que o IDE de 100% no setor da construção, incluindo construção de infraestrutura e projetos de desenvolvimento de construção que inclui habitação, escritórios comerciais, hospitais, instituições educacionais, de lazer, e da cidade e infraestrutura de nível regional. Apesar de uma série de mudanças na política de IED para remover capacetes na maioria dos setores, ainda há uma agenda incompleta de permitindo uma maior IED em áreas politicamente sensíveis, tais como seguros e varejo. O influxo de capital total de IDE para a Índia em 2008-09 situava-se em 27,41 bilhões de dólares, um crescimento de 25% em termos rupia em relação ao período anterior.

## Moeda

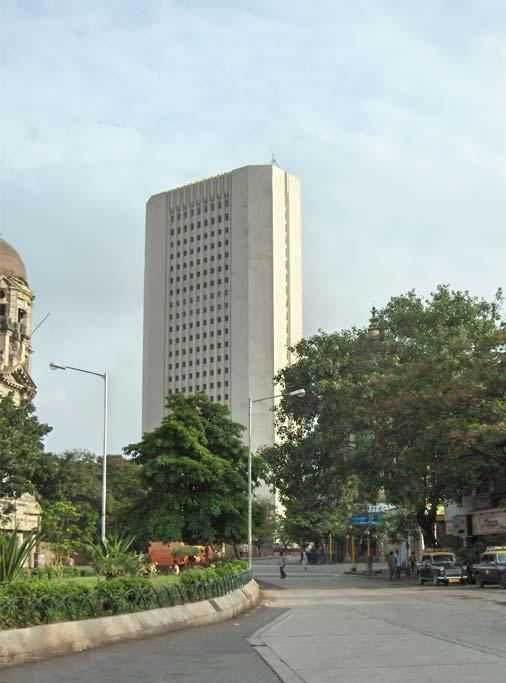
A sede da Rbi em Mumbai

A rupia indiana é a moeda principal na Índia, e também é aceito como moeda legal no vizinho Nepal e o Butão. A rupia é dividido em cem países. A nota com maior denominação é a nota rupia 1000, a moedas de menor denominação em circulação é a moeda países 10.
Fundada em 1 de Abril de 1935 e nacionalizada em 1949, o RBI serve como nação autoridade monetária regulador e supervisor do sistema monetário, banqueiro do governo, depositário de reservas cambiais, e como um emissor de moeda. Ela é governada por um conselho central de diretores, liderada por um governador que é nomeado pelo Governo da Índia.

## Consumo e renda

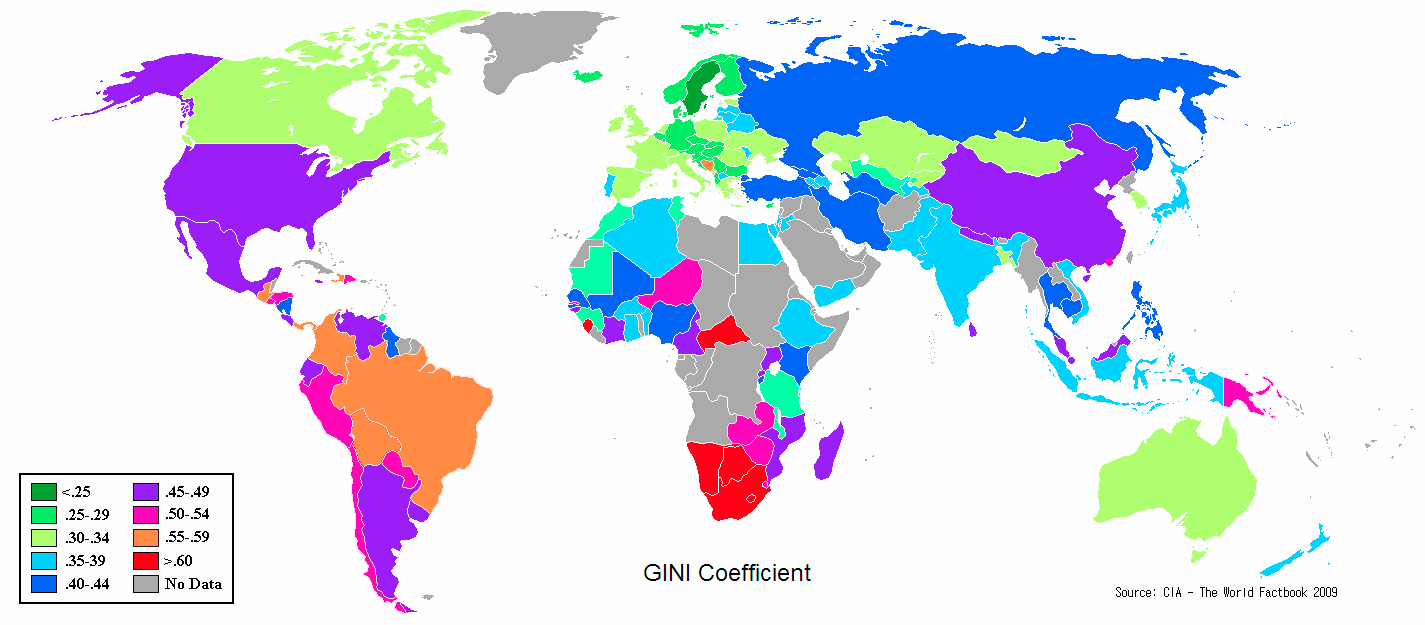
Mapa-múndi mostrando o Coeficiente de Gini, uma medida da desigualdade de renda. A Índia tem um coeficiente de Gini de 0,368.

Na Índia, o Produto Interno Bruto per capita no ano fiscal de 2010-11 foi de 1425 de dólares, 18% em 2009-2010, que foi de 1033 de dólares. As estimativas da extensão de renda estão sujeitas a debate, com o concerno que se baseou na metodologia que determina o poder de renda na Índia. Em 2005, de acordo com o Banco Mundial, 75,6% da população vivia com menos de $2 por dia, dos quais 41,6% da população estava vivendo com menos de $1,25 por dia. O governo da Índia estimou, em 2009, que 37% da população vivia abaixo da linha da pobreza.
O residentamento é modesto. De acordo com a revista The Times of India, a elite indiana per capita de espaço é equivalente a mais ou menos 9,3 m², que é o mínimo requerido nas cadeias americanas.

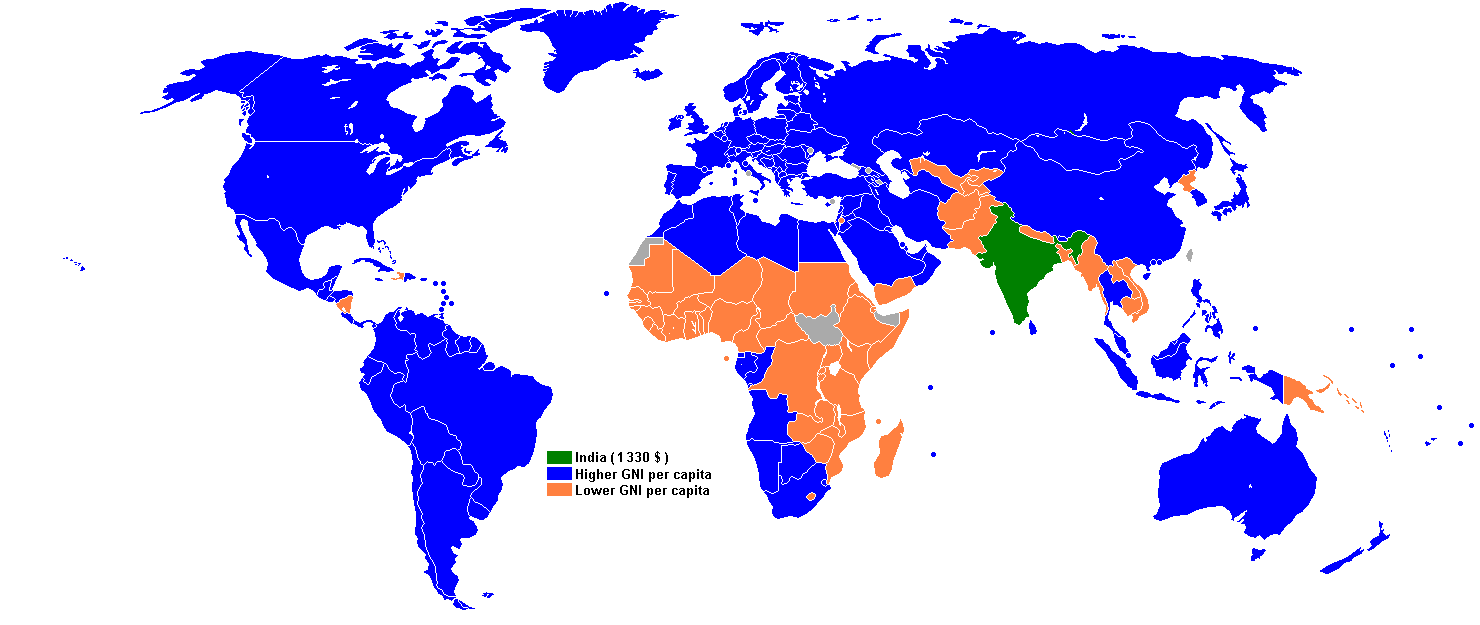
Índia (US$1,170)
Maior renda per capita comparado com a Índia
Menor renda per capita comparado com a Índia

Desde de 1950, tiveram governos que implantam diversos planos para aumentar o poder de compra, em um planejamento centralizado, em que estes tiveram um sucesso parcial. Todos esses programas tiveram as estratégias com os programas Food for work, traduzindo para a língua portuguesa Comida para o trabalho e o National Rural Employment Programme, em língua portuguesa Programa Nacional do Desenvolvimento Rural, onde atendia usando áreas produtivas cultiváveis sem produtividade e na instalação de uma infraestrutura para o assentamento rural. Em agosto de 2005,o Parlamento da Índia, em resposta para os déficits econômicos no desenvolvimento da agricultura e na pobreza rural, passou para Rural Employment Guarantee Bill dentro da Lei NREGA, garantiu durante no mínimo 100 dias em todos os estabelecimentos rurais a produtividade essas terras em todos os distritos indianos. O parlamento também aceitou o recurso de argumentações para informar que as medidas são adequadas para a redução da concentração territorial. A questão é que onde as reformas econômicas irão reduzir a concentração de renda sem debates íntegros sem questionamentos. E as reformas propostas irão aumentar os subsídios fiscais e a empregabilidade. As estatísticas recentes indicam o déficit habitacional que a Índia sofre.

## Emprego
A agricultura e setores afins representaram, aproximadamente, 52,1% da força de trabalho em 2009-10. Enquanto a agricultura tem enfrentando uma estagnação no crescimento, os serviços têm sofrido um crescimento constante. Do total da força de trabalho, 7% está no setor organizado. Desses 7%, dois terços estão no setor público. Uma pesquisa da Organização Nacional de Pesquisas por Amostragem estimou que, em 2004-05, 8,3% da população estava desempregada, um aumento de 2,2% em relação ao ano de 1993, com o desemprego uniformemente maior em áreas urbanas e entre as mulheres. O crescimento do emprego estagnou em cerca de 2% na década entre 1994-2005, aproximadamente o mesmo que na década anterior. A geração de emprego tem sido identificadas nos setores de Tecnologia da informação e do turismo, que têm vindo a registrar elevadas taxas de crescimento anuais, como cerca de mais de 9% ao ano.
O desemprego na Índia é caracterizado pela ineficiência política. Os sistemas de governo que tiveram com meta política a erradicação da pobreza e de formar um sistema econômico de emprego pleno levaram, nas últimas décadas, milhões de pessoas pobres e não qualificadas para as áreas urbanas em busca de meios de subsistência tentam resolver o problema, fornecendo ajuda financeira para a criação de empresas, aprimorando habilidades, fundando até empresas do setor público, e gastando as reservas nos governos, entre outras medidas. O declínio no emprego organizado é devido diminuição do setor público após a liberalização que tem sublinhado ainda mais a necessidade de focalizar melhor educação e de pressionar novas reformas. A regulamentação do trabalho da Índia são pesados, mesmo através do desenvolvimento de padrões do país. Especialistas pediram ao governo para suprimir ou modificá-los, a fim de tornar o ambiente mais propício para a geração de emprego.

## Tendência e os problemas econômicos

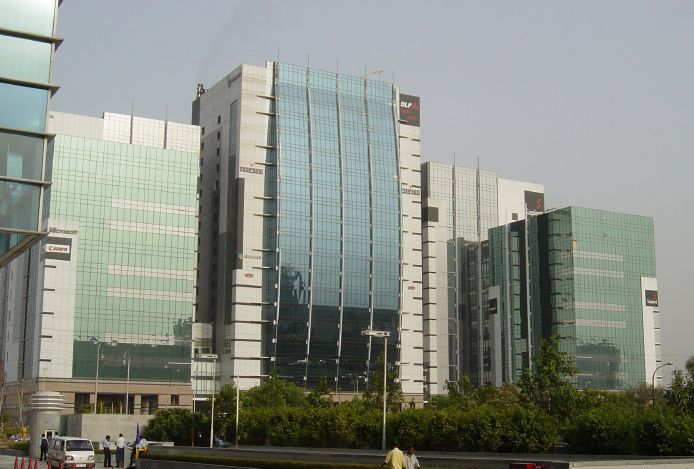
Edifícios de escritórios em Gurgaon.

Em uma revisão em 2007, com base no aumento do crescimento e sustentação, com os ingressos dos investimentos estrangeiros diretos, o banco Goldman Sachs prevê que no período de "2007-2020, a renda per capita da Índia "irá quadruplicar", e que a economia indiana vai superar a dos Estados Unidos em 2043. Apesar da alta taxa de crescimento, o relatório afirmou que a Índia continuará a ser um país de baixa renda nas próximas décadas, mas poderia ser um "motor para a economia mundial", se ela atingir o seu potencial de desenvolvimento.

### Agricultura
A população da Índia está crescendo mais rápido do que sua capacidade de produzir arroz e trigo.A baixa produtividade na Índia é o resultado de vários fatores. Segundo o Banco Mundial, a grande quantidade de subsídios agrícolas no país prejudicam investimentos destinados à melhoria da produtividade agrícola. Enquanto o excesso de regulamentação da agricultura tem aumentado os custos, os riscos financeiros e a incerteza, a intervenção governamental no trabalho, na terra e nos mercados de crédito estão prejudicando o mercado. A infraestrutura e os serviços são inadequados. Além disso, a dimensão média das propriedades agrícolas é muito pequena, com 70% das propriedades menores que um hectare. O fracasso parcial da reforma agrária em muitos estados, agravados pelos registros de terra mal conservados ou inexistente, resultou em parceria com cultivadores, na falta dos direitos de propriedade e, consequentemente, na baixa produtividade do trabalho.

### Corrupção

Visão geral do índice de percepção da corrupção em 2010

A corrupção tem sido um dos problemas mais profundos da Índia. As reformas econômicas de 1991 reduziram a burocracia e a licença raj, que eram apontadas por todos como as principais causas da corrupção institucionalizada e da ineficiência. Um estudo da Transparência Internacional de 2005, no entanto, mostrou que mais da metade dos entrevistados tinha experiência própria de pagar propina para conseguir que um trabalho fosse executado por uma empresa pública.
A Lei de Direito de Informação (2005), que obriga funcionários do governo a fornecer informações solicitadas por cidadãos ou a responder a ações punitivas, a informatização dos serviços e várias leis do governo central e dos governos estaduais que estabeleceram comissões de vigilância reduziram consideravelmente a corrupção e criaram perspectivas para a diminuição das reclamações. O relatório de 2010 da Transparência Internacional conferiu à Índia o 87º posto no seu ranking e afirmou que o país sofreu vários retrocessos no combate à corrupção.

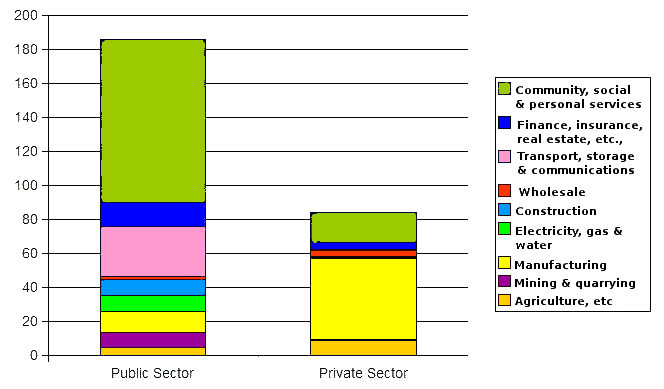
O número de pessoas empregadas em ocupações não agrícolas nos setores público e privado. Os totais estão arredondados. Os dados do setor privado dizem respeito à estabelecimentos agrícolas com dez ou mais empregados

O atual governo concluiu que a maioria dos seus gastos não consegue chegar a seus destinatários. Uma grande, desajeitada e sobrecarregada burocracia também contribui para a ineficiência administrativa. As taxas de absenteísmo indianas estão entre as piores do mundo; um estudo concluiu que 25% dos professores da rede pública e 40% dos empregados públicos da área da saúde não podiam ser encontrados em seu local de trabalho.
A economia indiana continua a enfrentar o problema da economia informal com uma estimativa de 2006 da Associação Bancária Suíça sugerindo que a Índia liderava a lista mundial de dinheiro sujo, com quase 1,456 bilhões de dólares estadunidenses guardados em bancos suíços, o que equivale a treze vezes a dívida externa do país.

### Disparidades econômicas

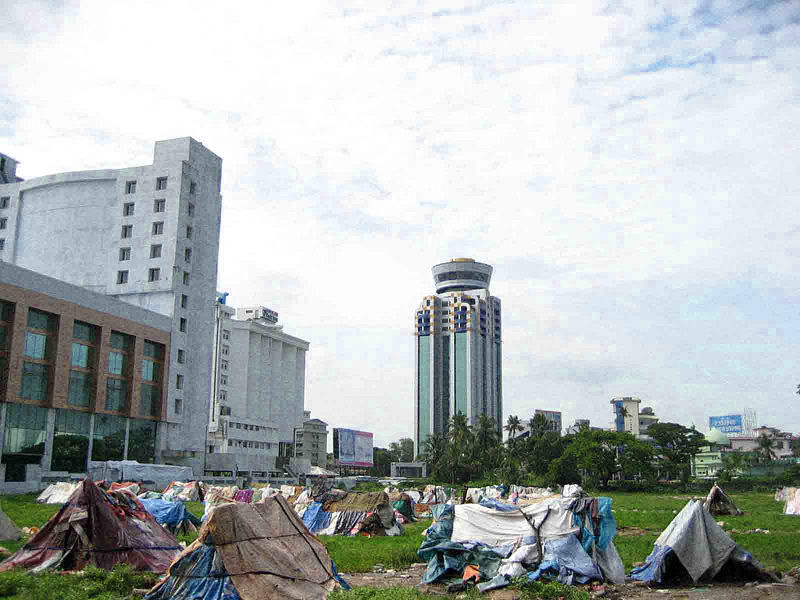
Barracas perto de prédios comerciais modernos em Cochim, em Kerala, na Índia. Milhões de pessoas, a maioria composta por migrantes da zona rural que procuram por melhores empregos nas cidades, moram em condições paupérrimas como esta.

Um problema crítico que afeta a economia indiana é a disparidade regional aguda e crescente entre os seus diferentes estados e territórios em termos de pobreza, infraestrutura e desenvolvimento econômico-social. Seis estados com baixa renda - Bihar, Chhattisgarh, Jharkhand, Madhya Pradesh, Orissa e Uttar Pradesh – abrigam mais de um terço da população indiana. Existem severas disparidades entre os estados em termos de renda, níveis de escolaridade, expectativa e condições de vida.
Os planos quinquenais, especialmente na era pré-liberalização econômica, tentaram reduzir as disparidades regionais através do estímulo ao desenvolvimento industrial nas regiões do interior e através da distribuição das indústrias entre os estados, mas os resultados não foram encorajadores pois essas medidas aumentaram a ineficiência e dificultaram um crescimento industrial efetivo. Depois da liberalização econômica, os estados mais avançados conseguiram se beneficiar dos estados mais atrasados através de uma desenvolvida infraestrutura e de uma mão de obra qualificada, que atraem os setores de manufatura e de serviço. Os governos das regiões mais atrasadas estão tentando reduzir as disparidades através de incentivos fiscais e de terras baratas, focando mais em setores como o turismo, que, embora determinados geográfica e historicamente, podem se tornar um fator de crescimento e se desenvolvem mais rapidamente que outros setores.

### Educação
A Índia fez um enorme progresso quanto à frequência escolar no ensino primário e quanto à expansão da alfabetização para, aproximadamente, dois terços da população. O direito à educação no nível elementar se tornou um dos principais direitos a partir da promulgação, em 2002, da 86.ª emenda à constituição indiana. Desde então, a legislação se adequou ao objetivo de prover educação gratuita a todas as crianças. Entretanto, a taxa de alfabetização de 74% é ainda menor que a média mundial e o país sofre com uma alta taxa de evasão escolar. Além disso, existem severas disparidades em níveis de alfabetização e oportunidades de educação entre homens e mulheres, entre áreas urbanas e rurais e entre diferentes grupos sociais.

### Infraestrutura

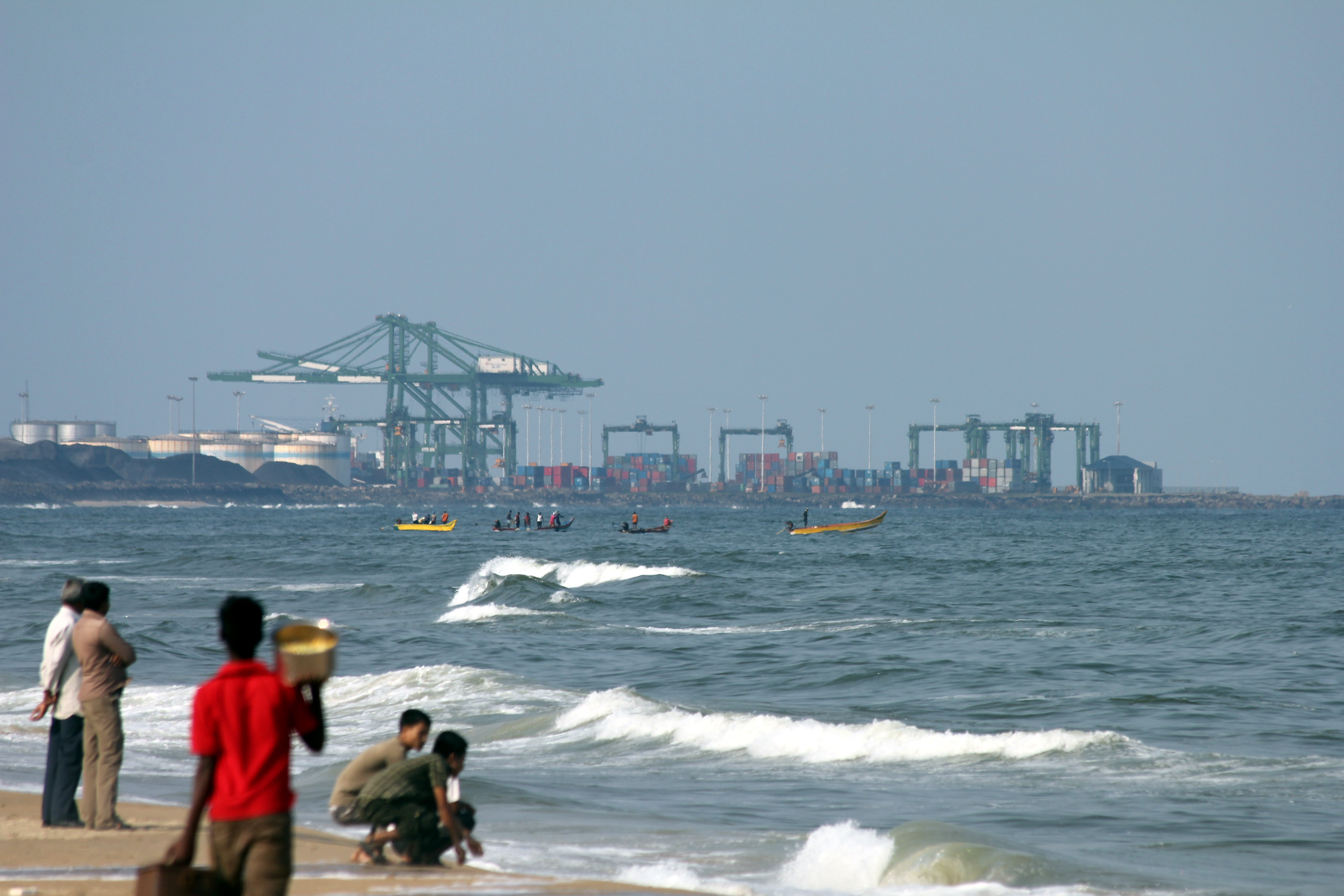
Porto de Chennai, em Tamil Nadu

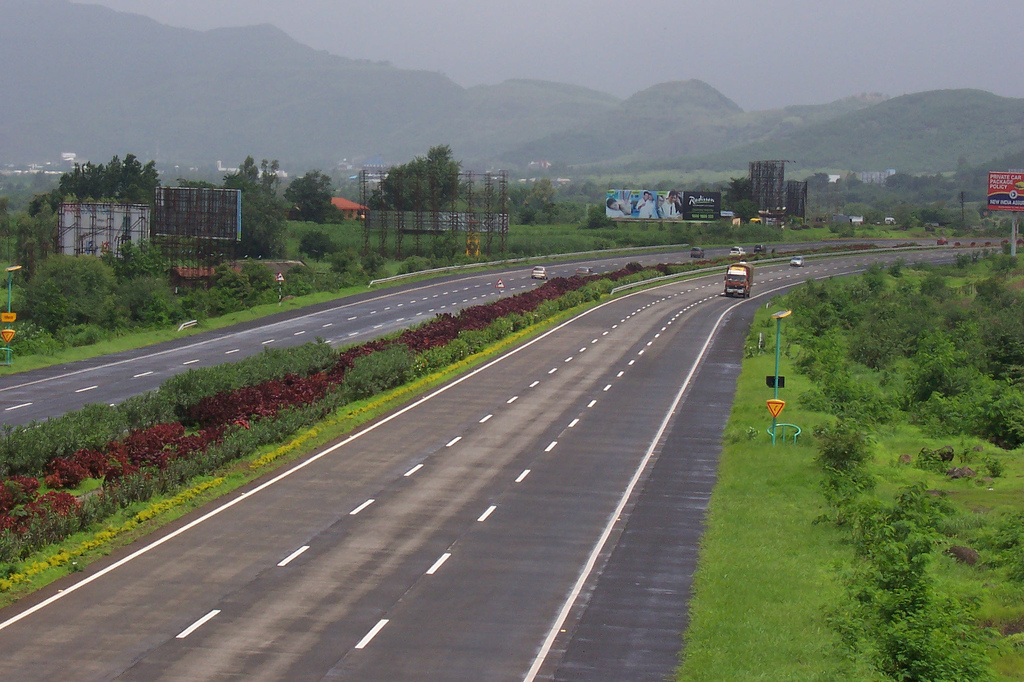
Estrada Mumbai-Pune em Maharashtra

No passado, o desenvolvimento da infraestrutura estava completamente nas mãos do setor público e era caracterizado por crescimento lento, qualidade ruim e ineficiência. O baixo investimento do país em energia, construção civil, transporte e telecomunicações (31 bilhões de dólares estadunidenses ou 6% do produto interno bruto em 2002) impediu-o de manter maiores taxas de crescimento. Isso obrigou o governo a abrir parcialmente o setor de infraestrutura para o setor privado, permitindo investimentos estrangeiros. Hoje, a maior parte da infraestrutura do país foi construída e é mantida por companhias privadas em troca de incentivos fiscais e de outros tipos por parte do governo.
Cerca de 600 000 000 de indianos não têm eletricidade. Enquanto 80% das vilas indianas têm, pelo menos, uma linha elétrica, apenas 44% das famílias rurais têm acesso à eletricidade. Em alguns povoados, metade da eletricidade é roubada, em comparação com 3% na República Popular da China. A eletricidade roubada chega a 1,5% do Produto Interno Bruto. As perdas de transmissão e distribuição chegam a 20%, como resultado de um sistema de distribuição ineficiente administrado, em sua maior parte, por empresas estatais. Quase toda a energia elétrica na Índia é produzida pelo setor público. Quedas de energia são comuns e muitos compram seus próprios geradores de energia para garantir fornecimento de eletricidade. Entre 2006 e 2007, a produção de eletricidade foi de 652 200 000 000 de quilowatts-hora, com uma capacidade instalada de 128 400 megawatts. Em 2007, a demanda de eletricidade superou a oferta em 15%. No entanto, as reformas trazidas pela Lei Elétrica de 2003 da Índia causaram mudanças políticas de longo alcance, incluindo a obrigatoriedade da separação dos aspectos de geração, transmissão e distribuição de eletricidade, abolindo as exigências de licenciamento em geração e abrindo o setor para a iniciativa privada, preparando, assim, o caminho para a criação de um setor elétrico competitivo baseado nas leis do mercado. Melhorias substanciais na infraestrutura de abastecimento de água, tanto em áreas urbanas e rurais, ocorreram na última década, com a proporção da população com acesso à água potável passando de 66% em 1991 para 92% em 2001 em áreas rurais e de 82% para 98% em áreas urbanas. No entanto, a qualidade e disponibilidade de abastecimento de água continua a ser um grande problema, mesmo em áreas urbanas da Índia, com a maioria das cidades recebendo água por apenas algumas horas durante o dia.
A Índia tem a terceira maior rede de estradas do mundo, cobrindo cerca de 3,3 milhões de quilômetros e transportando 65% dos fretes e 80% do tráfego de passageiros. O tráfego de contêineres cresce a 15% ao ano. A Índia tem uma taxa de densidade telefônica nacional de 67,67%, com 806,1 milhões de assinantes de telefone, dois terços delas em áreas urbanas, mas o uso da internet é raro - existiam somente 10,29 milhões de linhas de banda larga na Índia em Setembro de 2010. No entanto, está em crescimento e espera-se a sua explosão após a expansão do 3G e dos serviços de WiMAX.